# المدحانة (الرضمة)

تعديل مصدري - تعديل

المدحانة محلة تابعة لقرية شعب السنف، التابعة لعزلة سودان بمديرية الرضمة إحدى مديريات محافظة إب في الجمهورية اليمنية.، بلغ تعداد سكانها 60 حسب تعداد اليمن لعام 2004.